# Saillagouse
Saillagouse (catalansk: Sallagosa) er en by og kommune i departementet Pyrénées-Orientales i Sydfrankrig.

## Geografi
Saillagouse ligger i Cerdagne 92 km vest for Perpignan. Nærmeste byer er mod vest Estavar (5 km), mod øst Llo (3 km) og mod syd Err (3 km).

## Demografi

### Udvikling i folketal
| 1962                                                              | 1968 | 1975 | 1982 | 1990 | 1999 | 2007  | 2015  | 2017  |
| ----------------------------------------------------------------- | ---- | ---- | ---- | ---- | ---- | ----- | ----- | ----- |
| 548                                                               | 728  | 767  | 763  | 825  | 820  | 1.009 | 1.101 | 1.089 |
| Tal fra og med 1962 er uden dobbelttælling (sans doubles comptes) |      |      |      |      |      |       |       |       |